# Heber Manning Wells
Heber Manning Wells, född 11 augusti 1859 i Salt Lake City i Utahterritoriet, död 12 mars 1938 i Salt Lake City i Utah, var en amerikansk republikansk politiker. Han var Utahs guvernör 1896–1905.
Wells studerade vid University of Deseret (numera University of Utah) och tjänstgjorde som registrator (city recorder) i Salt Lake City 1882–1890.
Utah blev 1896 delstat i USA och Wells tillträdde som guvernör. Han efterträddes 1905 i guvernörsämbetet av John Christopher Cutler.
Wells avled 1938 och gravsattes på Salt Lake City Cemetery.